# مجدي أبو عميرة
مجدي أبو عميرة (22 مايو 1960)، مخرج تليفزيوني مصري من محافظة الفيوم من عائلة أبو عميرة من مركز ابشواي.

## من أعماله
))عتبات البهجة )) مسلسل...2024
((قوت القلوب)) مسلسل.... 2020
- ((القاصرات)) مسلسل....2013
- ذئاب الجبل 1992
- أحلام لا تنام 2006
- يتربى في عزو 2007
- قلب امرأة 2007
- الفرار من الحب مسلسل
- أحلام عادية
- محمود المصري
- أين قلبي
- الحقيقة والسراب
- ملك روحي
- جحا المصري
- الضوء الشارد
- التوأم
- السيرة الهلالية
- المال والبنون
- قلب ميت
- الرجل الاخر
- الامام الطبري مسلسل
- بره الدنيا
- اولاد بوجاسم 1994
- حارة المحروسة 1996